# 13734 Buklad
A 13734 Buklad (ideiglenes jelöléssel 1998 RC66) a Naprendszer kisbolygóövében található aszteroida. A LINEAR projekt keretében fedezték fel 1998. szeptember 14-én.